# James Hillman
James Hillman (ur. 12 kwietnia 1926 w Atlantic City, zm. 27 października 2011 w Thompson w stanie Connecticut) – amerykański psycholog mieszkający w Connecticut.

## Życiorys
Nawiązywał krytycznie do psychologii Carla Gustava Junga. Jego psychologia jest nazywana politeistyczną. Rozwijana przez niego od przeszło czterdziestu lat psychologia archetypowa wyrasta w pewnej mierze z dokonań Carla Gustava Junga (Hillman był jego uczniem, a potem przez długi czas dyrektorem programowym Instytutu C.G. Junga w Zurychu), jakkolwiek – w swej zasadniczej części – zawiera wątki wobec nurtu analitycznego zdecydowanie krytyczne. 
Głównym źródłem inspiracji była dla Hillmana filozofia – poczynając od Heraklita, przez Platona, Plotyna, Proklosa, Ficina (i cały renesansowy neoplatonizm), Vico, Duranda, Bachelarda czy Corbina. Korzystając obficie z dorobku wspomnianych myślicieli stworzył Hillman niezwykle interesującą i oryginalną koncepcję, która całkiem słusznie bywa często stawiana – jako autonomiczna propozycja – w jednym rzędzie z psychoanalizą Freuda i psychologią analityczną Junga.
Pojęcie duszy to centralny temat wszystkich właściwie dzieł Jamesa Hillmana. Próżno jednak szukać u niego jakiejś jednoznacznej, przeprowadzonej zgodnie z drobiazgowymi wymaganiami definicji tego terminu (czy raczej: tego fenomenu). Hillman powiada jednak wielokrotnie, że dusza jest bazowym obrazem i podstawową metaforą każdej prawdziwej psychologii. „Mówiąc o duszy”, pisze, „mam przede wszystkim na myśli pewną perspektywę, a nie substancję; raczej punkt widzenia, a nie rzecz samą”. W innym miejscu dodaje, że dusza, to „nieznany czynnik, który przemienia zdarzenia w przeżycia i umożliwia doświadczenie miłości”. Charakteryzuje też duszę, pisząc o jej intymnym związku ze śmiercią i patologią, o jej religijnej (dalekiej jednak od ortodoksji) proweniencji i o jej imaginatywnej, obrazowej naturze. 
Istotne miejsce w rozważaniach Hillmana zajmuje temat duszy świata, anima mundi – psychologia zatem nie powinna ograniczać się do jednostek, lecz poszukiwać przejawów psyche wszędzie, w dosłownym sensie tego słowa.

## Wybrana bibliografia
- Archetypal Psychology, Uniform Edition, Vol. 1 (Spring Publications, 2004)
- City and Soul, Uniform Edition, Vol. 2 (Spring Publications, 2006)
- Senex and Puer, Uniform Edition, Vol. 3 (Spring Publications, 2006)
- A Terrible Love of War (2004) [wyd. pol. Miłość do wojny, Warszawa 2017, tłum. Jerzy Korpanty].
- The Force of Character (2000) [wyd. pol. Siła charakteru, Warszawa 2017, tłum. Jerzy Korpanty].
- The Soul's Code: On Character and Calling (1997) [wyd. pol. Kod duszy: W poszukiwaniu charakteru człowieka i jego powołania, Warszawa 2014, tłum. Jerzy Korpanty].
- Kinds of Power: A Guide to its Intelligent Uses (1995)
- Healing Fiction (1994) [wyd. pol. Uzdrawiające fikcje, Warszawa 2016, tłum. Jerzy Korpanty]
- We've Had a Hundred Years of Psychotherapy (and the World's Getting Worse) (with Michael Ventura) (1993)
- The Thought of the Heart and the Soul of the World (1992)
- A Blue Fire: Selected Writings of James Hillman introduced and edited by Thomas Moore (1989)
- Anima: An Anatomy of a Personified Notion (1985)
- Inter Views (with Laura Pozzo) (1983)
- The Myth of Analysis: Three Essays in Archetypal Psychology (1983a)
- The Dream and the Underworld (1979)
- Re-Visioning Psychology (1975) [wyd. pol. Re-wizja psychologii, Warszawa 2016, tłum. Jerzy Korpanty].
- Loose Ends: Primary Papers in Archetypal Psychology (1975a)
- Pan and the Nightmare (1972)
- Suicide and the Soul (1964) [wyd. pol. Samobójstwo, a przemiana psychiczna, Warszawa 1996, tłum. Dariusz Rogalski, oraz: Samobójstwo a dusza, Warszawa 2020, tłum. Jerzy Korpanty].